# ジェフ・ダニエルズ
ジェフ・ダニエルズ（Jeff Daniels, 1955年2月19日 - ）は、アメリカ合衆国ジョージア州出身の俳優、脚本家。

## 来歴
1955年にジョージア州アセンズに生まれる。イングランド系、スコットランド系、北アイルランド系、ドイツ系の血を引く。生後6週間だけ同州で育つが、その後ミシガン州へ移住する。セントラル・ミシガン大学で演劇を学び、卒業後にニューヨークへ渡って舞台に出演するようになり、ブロードウェイデビューも果たした。その後も舞台で活躍してドラマ・デスク・アワードも受賞している。オフ・ブロードウェイでも同賞にノミネートされたほか、オビー賞へのノミネート経験もある。
1981年にミロス・フォアマン監督の『ラグタイム』で映画デビュー。その後に出演したジャック・ニコルソン、シャーリー・マクレーン出演の『愛と追憶の日々』はアカデミー作品賞も受賞した。同作品において主演のデブラ・ウィンガーの夫を演じたことから徐々に注目されるようになり、ウディ・アレン監督の『カイロの紫のバラ』に出演した際にはゴールデン・グローブ賞にノミネートされた。翌1986年に出演したジョナサン・デミ監督の『サムシング・ワイルド』でも同賞にノミネートされており、役者としてのキャリアを順調に重ねていった。特にダニエルズの知名度を押し上げたのは1994年にジム・キャリーと共演したコメディ映画『ジム・キャリーはMr.ダマー』。同作品では、見事なまでに頭の悪い男を喜々として演じて、キャリーとのコンビネーションを際立たせた。また、この年は当たり年ともなり、キアヌ・リーブスを一躍スターダムに押し上げた大ヒット映画『スピード』へも出演。リーヴス演じる主人公の相棒であり、良き理解者である同僚を演じている。それから現在に至るまで、様々な作品に顔を出しており、主役を支える役者として着実な地位を確立した。
テレビドラマでの活躍もあり、2012年からはHBO制作の社会派ドラマ『ニュースルーム』もダニエルズ主演で放送が開始された。同作品はダニエルズ演じるアンカーマンを中心としたアンサンブル作品になっている。同作品においてもゴールデン・グローブ賞にノミネートされ、同賞のノミネートはこれまでで4回に上る。2013年、第65回プライムタイム・エミー賞では、主演男優賞（ドラマシリーズ部門）を獲得した。

## 私生活
現在もホームタウンのミシガン州チェルシーに住み、Purple Rose Theatre Companyという劇団を主宰している。
1979年に高校時代の恋人と結婚し、3人の子供がいる。

## 主な出演作品

### 映画
| 公開年 | 邦題 原題                                                                        | 役名                                | 備考                            | 吹き替え                                                                               |
| ------ | -------------------------------------------------------------------------------- | ----------------------------------- | ------------------------------- | -------------------------------------------------------------------------------------- |
| 1980   | ロックパイル・ベトナム A Rumor of War                                            | Chaplain                            | テレビ映画                      |                                                                                        |
| 1981   | ラグタイム Ragtime                                                               | オドネル                            |                                 |                                                                                        |
| 1983   | 愛と追憶の日々 Terms of Endearment                                               | フラップ・ホートン                  |                                 | 柴田侊彦                                                                               |
| 1985   | カイロの紫のバラ The Purple Rose of Cairo                                        | トム・バクスター / ギル・シェパード |                                 | 富山敬（テレビ朝日版）                                                                 |
| 1985   | 目撃者マリー Marie                                                               | エディ                              |                                 |                                                                                        |
| 1986   | 心みだれて Heartburn                                                             | リチャード                          |                                 |                                                                                        |
| 1986   | サムシング・ワイルド Something Wild                                              | チャーリー・ドリッグス              |                                 | 牛山茂                                                                                 |
| 1987   | ラジオ・デイズ Radio Days                                                        | ビフ・バクスター                    |                                 |                                                                                        |
| 1988   | 事件を追え The House on Carroll Street                                           | コーコラン                          |                                 |                                                                                        |
| 1988   | 軍事法廷/駆逐艦ケイン号の叛乱 The Caine Mutiny Court-Martial                     | Lt. Steve Maryk                     | テレビ映画                      |                                                                                        |
| 1988   | スウィート・ハート・ダンス Sweet Hearts Dance                                    | サム                                |                                 |                                                                                        |
| 1989   | チェッキング・アウト Checking Out                                                | レイ                                |                                 |                                                                                        |
| 1989   | ロストホーム No Place Like Home                                                  | マイク・クーパー                    | テレビ映画                      | 石塚運昇                                                                               |
| 1990   | アラクノフォビア Arachnophobia                                                   | ロス・ジェニングス                  |                                 | 大塚芳忠（ソフト版、フジテレビ版）                                                     |
| 1990   | 悲しみよさようなら Welcome Home, Roxy Carmichael                                 | デントン・ウェブ                    |                                 |                                                                                        |
| 1990   | パパがきた! Love Hurts                                                           | ポール                              |                                 |                                                                                        |
| 1991   | 夢の降る街 The Butcher's Wife                                                    | アレックス                          |                                 | 菅生隆之                                                                               |
| 1992   | グランド・ツアー Timescape                                                       | ベン・ウィルソン                    |                                 | 大塚芳忠                                                                               |
| 1992   | 情報屋/パワープレイ Teamster Boss: The Jackie Presser Story                      | トム                                | テレビ映画                      |                                                                                        |
| 1992   | ペイダート/この家、一獲千金! There Goes the Neighborhood                         | ウィリス                            |                                 | 安原義人                                                                               |
| 1993   | ゲティスバーグの戦い/南北戦争運命の三日間 Gettysburg                             | ジョシュア・チェンバレン            |                                 |                                                                                        |
| 1994   | スピード Speed                                                                   | ハロルド・テンプル                  |                                 | 大塚芳忠（ソフト版、機内上映版） 羽佐間道夫（フジテレビ版） 古川登志夫（テレビ朝日版） |
| 1994   | ジム・キャリーはMr.ダマー Dumb & Dumber                                          | ハリー                              |                                 | 野沢那智                                                                               |
| 1996   | グース Fly Away Home                                                             | トム                                |                                 | 大塚芳忠（ソフト版） 牛山茂（テレビ朝日版）                                            |
| 1996   | 2 days トゥー・デイズ 2 Days in the Valley                                       | アルヴィン                          |                                 | 神奈延年                                                                               |
| 1996   | 101 101 Dalmatians                                                               | ロジャー・ディアリー                |                                 | 佐野史郎（ソフト版） 小山力也（テレビ朝日版）                                          |
| 1997   | Mr.ダマー2 1/2 Trial And Error                                                   | チャールズ・タトル                  |                                 | 大塚芳忠                                                                               |
| 1998   | カラー・オブ・ハート Pleasantville                                               | ビル・ジョンソン                    |                                 | 井上和彦                                                                               |
| 1998   | ブラボー火星人2000 My Favorite Martian                                           | ティム・オハラ                      |                                 | 堀内賢雄                                                                               |
| 2000   | デラウェア渡河作戦/勝利への決断 The Crossing                                     | ジョージ・ワシントン                | テレビ映画                      |                                                                                        |
| 2000   | 不正発覚/スタインメッツ校事件 Cheaters                                           | ゲラルド                            | テレビ映画                      |                                                                                        |
| 2000   | REM レム Chasing Sleep                                                           | エド・サクソン                      |                                 | 江原正士                                                                               |
| 2002   | ブラッド・ワーク Blood Work                                                      | バディ                              |                                 | 中田雅之（ソフト版） 牛山茂（テレビ東京版）                                            |
| 2002   | めぐりあう時間たち The Hours                                                     | ルイス・ウォーターズ                |                                 |                                                                                        |
| 2003   | ゴッド&ジェネラル/伝説の猛将 Gods and Generals                                   | ジョシュア・チェンバレン            |                                 |                                                                                        |
| 2004   | 新・グッバイガール The Goodbye Girl                                              | エリオット・ガーフィールド          | テレビ映画                      |                                                                                        |
| 2005   | イカとクジラ The Squid and the Whale                                             | バーナード・バークマン              |                                 | 土師孝也                                                                               |
| 2005   | きいてほしいの、あたしのこと -ウィン・ディキシーのいた夏 Because of Winn-Dixie   | オパールの父                        |                                 | 佐々木勝彦                                                                             |
| 2005   | グッドナイト&グッドラック Good Night, and Good Luck.                             | シグ・ミッケルソン                  |                                 | 谷昌樹                                                                                 |
| 2006   | RV                                                                               | トラヴィス                          |                                 | 屋良有作                                                                               |
| 2007   | ルックアウト/見張り The Lookout                                                  | ルイス・キャンフィールド            |                                 | 大川透                                                                                 |
| 2007   | ママ男 Mama's Boy                                                                | マート・ローゼンブルーム            |                                 |                                                                                        |
| 2008   | トレイター 大国の敵 Traitor                                                      | カーター                            |                                 |                                                                                        |
| 2009   | 消されたヘッドライン State of Play                                               | ジョージ・ファーガス                |                                 | 土師孝也                                                                               |
| 2009   | お家をさがそう Away We Go                                                        | ジェリー                            |                                 |                                                                                        |
| 2012   | LOOPER/ルーパー Looper                                                           | エイブ                              |                                 | 土師孝也                                                                               |
| 2014   | 帰ってきたMr.ダマー バカMAX! Dumb and Dumber To                                  | ハリー                              |                                 | 大川透                                                                                 |
| 2015   | スティーブ・ジョブズ Steve Jobs                                                  | ジョン・スカリー                    |                                 | 郷田ほづみ                                                                             |
| 2015   | オデッセイ The Martian                                                           | サンダースNASA長官                  |                                 | 郷田ほづみ                                                                             |
| 2016   | ダイバージェントFINAL The Divergent Series: Allegiant                            | デイビッド                          |                                 | 土師孝也                                                                               |
| 2018   | The Catcher Was a Spy                                                            | ビル・ドノバン                      |                                 |                                                                                        |
| 2019   | Guest Artist                                                                     | ジョセフ・ハリス                    | 兼脚本・製作                    |                                                                                        |
| 2020   | Adam                                                                             | ミッキー                            |                                 |                                                                                        |
| 2021   | 9/11: その時、司令本部で何が起きていたのか 9/11: Inside the President's War Room | N/A                                 | ナレーター ドキュメンタリー映画 |                                                                                        |

### テレビ
| 放映年    | 邦題 原題                                                  | 役名                 | 備考                                                                                         | 吹き替え   |
| --------- | ---------------------------------------------------------- | -------------------- | -------------------------------------------------------------------------------------------- | ---------- |
| 1980      | ハワイ5-0 Hawaii Five-O                                    | ニール・フォレスター | 「The Flight of the Jewels」                                                                 |            |
| 1991      | サタデー・ナイト・ライブ Saturday Night Live               | 本人（ホスト）       | 「Jeff Daniels/Color Me Badd」                                                               |            |
| 1993      | そりゃないぜ!? フレイジャー Frasier                        | ダグ                 | 第1シーズン第5話「Here's Looking at You」                                                    |            |
| 1995      | サタデー・ナイト・ライブ Saturday Night Live               | 本人（ホスト）       | 「Jeff Daniels/Luscious Jackson」                                                            |            |
| 2012-2013 | ニュースルーム The Newsroom                                | ウィル・マカヴォイ   | 計25話出演                                                                                   | 郷田ほづみ |
| 2013      | ファミリー・ガイ Family Guy                                | 本人役               | 声の出演 第12シーズン第4話「A Fistful of Meg」                                               |            |
| 2017      | ゴッドレス -神の消えた町- Godless                          | フランク・グリフィン | リミテッド・シリーズ、計7話出演 エミー賞助演男優賞（リミテッドシリーズ・テレビ映画部門）受賞 | 宝亀克寿   |
| 2018      | 倒壊する巨塔－アルカイダと「9.11」への道 The Looming Tower | ジョン・オニール     | リミテッド・シリーズ、計10話出演                                                             |            |
| 2020      | ザ・コミー・ルール 元FBI長官の告白 The Comey Rule          | ジェームズ・コミー   | ミニシリーズ、計2話出演                                                                      | 郷田ほづみ |

## 日本語吹き替え
主に担当しているのは、以下の人物である。
大塚芳忠
『アラクノフォビア』で初担当。最も多く吹き替えているが、1997年の『Mr.ダマー2 1/2』を最後に起用が途絶えている。
土師孝也
『イカとクジラ』で初担当。2000年代以降の映画作品で多く担当。
郷田ほづみ
『ニュースルーム』で初担当。主にテレビシリーズで多く担当している。
このほかにも、牛山茂、大川透、古川登志夫、野沢那智、江原正士なども声を当てている。